# Mozart Gurgel Valente Júnior
Mozart Gurgel Valente Júnior (* 11. November 1917 in Rio de Janeiro; † 19. Dezember 1970 in Washington, D.C.) war ein brasilianischer Diplomat.

## Leben
Mozart Gurgel Valente Júnior war ein Sohn von Maria José Ferreira de Souza und Mozart Gurgel Valente. Ein Bruder seiner Mutter war Glauco Ferreira de Souza, der ab 25. Oktober 1958 Botschafter in La Paz war und dort am 21. März 1959 starb. Seine Brüder sind Murillo Gurgel Valente und Maury Gurgel Valente.
Ab 1942 war er Vice-Consul, in der von Morris Llewellyn Cooke geleiteten, Missão Cooke (American technical mission to Brazil). und zwei Jahre später in Algier.
Am 19. Januar 1970 wurde er zum Botschafter in Washington, D.C. ernannt, wo er am 20. Februar 1970 akkreditiert wurde und am 19. Dezember 1970 starb.